# Гаусова експедиция
Гаусовата експедиция (на немски: Gauß-Expedition) е първата германска експедиция до Антарктида.
Водена е от полярния ветеран и професор по геология Ерих фон Дригалски. Проведена е в периода 1901 – 1903 г. с кораба „Гаус“, наименуван на германския математик и физик Карл Фридрих Гаус.
Дригалски води първата германска експедиция към Южния полюс, за да изследват неизвестната част на Антарктика, намираща се на юг от вулканичния архипелаг Кергелен. Експедицията започва от Кил, Германия на 11 август 1901 г.
Корабът остава притиснат между ледовете 14 месеца, на 70 километра от брега. Избавили се от ледения капан, отпътуват за Кейптаун за провизии. Там получават съобщение от германското правителство, че се спира финансирането, и нареждане да се върнат.